# Comuna Mironeasa, Iași
Mironeasa este o comună în județul Iași, Moldova, România, formată din satele Mironeasa (reședința), Schitu Hadâmbului și Urșița.

## Așezare
Comuna se află în partea de sud a județului și este deservită exclusiv de drumuri comunale, care o leagă spre est de Mogoșești și spre sud de Șcheia.

## Demografie
Componența etnică a comunei Mironeasa
     Români (89,05%)
     Alte etnii (0,32%)
     Necunoscută (10,63%)
Componența confesională a comunei Mironeasa
     Ortodocși (88,83%)
     Alte religii (0,43%)
     Necunoscută (10,74%)
Conform recensământului efectuat în 2021, populația comunei Mironeasa se ridică la 4.422 de locuitori, în scădere față de recensământul anterior din 2011, când fuseseră înregistrați 4.521 de locuitori. Majoritatea locuitorilor sunt români (89,05%), iar pentru 10,63% nu se cunoaște apartenența etnică. Din punct de vedere confesional, majoritatea locuitorilor sunt ortodocși (88,83%), iar pentru 10,74% nu se cunoaște apartenența confesională.

## Politică și administrație
Comuna Mironeasa este administrată de un primar și un consiliu local compus din 15 consilieri. Primarul, Elena Curcudel[*], de la Partidul Național Liberal, este în funcție din 2004. Începând cu alegerile locale din 2024, consiliul local are următoarea componență pe partide politice:
|  | Partid                          | Consilieri | Componența Consiliului | Componența Consiliului | Componența Consiliului | Componența Consiliului | Componența Consiliului | Componența Consiliului | Componența Consiliului | Componența Consiliului | Componența Consiliului | Componența Consiliului | Componența Consiliului |
|  | ------------------------------- | ---------- | ---------------------- | ---------------------- | ---------------------- | ---------------------- | ---------------------- | ---------------------- | ---------------------- | ---------------------- | ---------------------- | ---------------------- | ---------------------- |
|  | Partidul Național Liberal       | 11         |                        |                        |                        |                        |                        |                        |                        |                        |                        |                        |                        |
|  | Partidul Social Democrat        | 3          |                        |                        |                        |                        |                        |                        |                        |                        |                        |                        |                        |
|  | Alianța pentru Unirea Românilor | 1          |                        |                        |                        |                        |                        |                        |                        |                        |                        |                        |                        |

## Istorie
La sfârșitul secolului al XIX-lea, comuna făcea parte din plasa Stavnicu a județului Iași și era formată din satele Mironeasa, Hadâmbu, Schitu Hadâmbului, Spărieți și târgușorul Țibana, având în total 1846 de locuitori. În comună existau o școală, două biserici și o mănăstire. În 1931, comuna era alcătuită din satele Mironeasa, Hadâmbu, Schitu Hadâmbului și Urșița.
În 1950, comuna a fost transferată raionului Negrești din regiunea Iași. În 1968, a revenit la județul Iași, reînființat, satul Hadâmbu trecând la comuna Mogoșești, iar satul Mironeasa înglobând de atunci și fostele așezări Brusturet și Frunzișu (fost Lingurari), apărute între timp.

## Monumente istorice

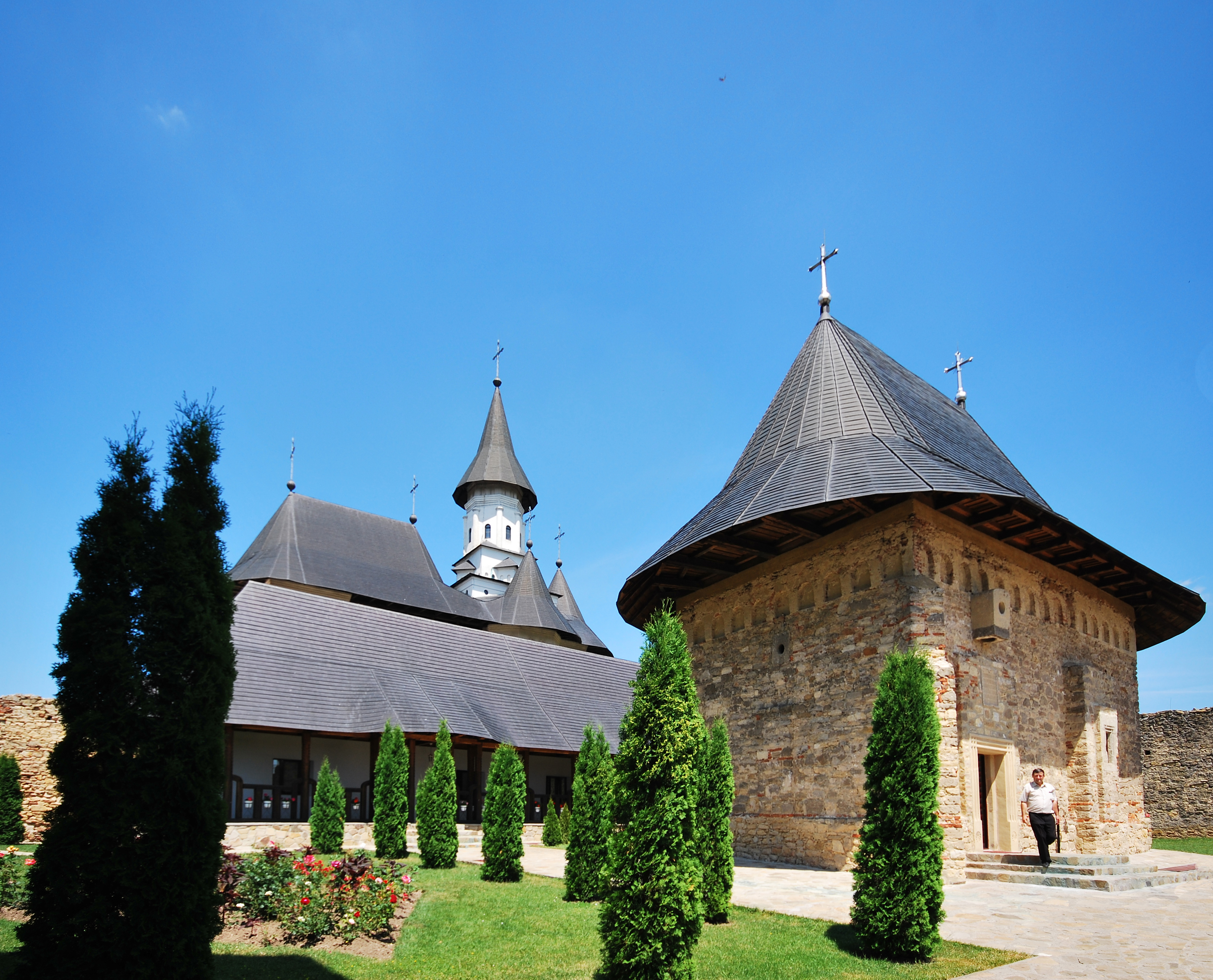
Mănăstirea Hadâmbu, monument istoric

În comuna Mironeasa se află Ansamblul „Schitul Hadâmbu” (Dealu Mare), ansamblu-monument de arhitectură de interes național, aflat în satul Schitu Hadâmbului și alcătuit din biserica „Adormirea Maicii Domnului” (1659), turnul de intrare și zidul de incintă (ultimele două din secolul al XVII-lea).